# Kanton Pays Morcenais Tarusate
Der Kanton Pays Morcenais Tarusate (offizielle Schreibweise: Pays morcenais tarusate) ist seit 2015 ein französischer Wahlkreis in den Arrondissements Dax und Mont-de-Marsan im Département Landes in der Region Nouvelle-Aquitaine. 

## Gemeinden
Der Kanton besteht aus 23 Gemeinden mit insgesamt 27.508 Einwohnern (Stand: 1. Januar 2022) auf einer Gesamtfläche von 1.117,64 km²:
| Gemeinde                       | Einwohner 1. Januar 2022 | Fläche km² | Dichte Einw./km² | Code INSEE | Postleitzahl | Arrondissement |
| ------------------------------ | ------------------------ | ---------- | ---------------- | ---------- | ------------ | -------------- |
| Arengosse                      | 713                      | 62,48      | 11               | 40006      | 40110        | Mont-de-Marsan |
| Audon                          | 410                      | 7,55       | 54               | 40018      | 40400        | Dax            |
| Bégaar                         | 1.233                    | 27,80      | 44               | 40031      | 40400        | Dax            |
| Beylongue                      | 402                      | 37,51      | 11               | 40040      | 40370        | Dax            |
| Carcarès-Sainte-Croix          | 540                      | 15,57      | 35               | 40066      | 40400        | Dax            |
| Carcen-Ponson                  | 631                      | 36,72      | 17               | 40067      | 40400        | Dax            |
| Gouts                          | 272                      | 10,88      | 25               | 40116      | 40400        | Dax            |
| Laluque                        | 1.086                    | 52,81      | 21               | 40142      | 40465        | Dax            |
| Lamothe                        | 305                      | 12,63      | 24               | 40143      | 40250        | Dax            |
| Le Leuy                        | 228                      | 9,46       | 24               | 40153      | 40250        | Dax            |
| Lesgor                         | 425                      | 28,19      | 15               | 40151      | 40400        | Dax            |
| Lesperon                       | 1.030                    | 102,81     | 10               | 40152      | 40260        | Mont-de-Marsan |
| Meilhan                        | 1.206                    | 39,07      | 31               | 40180      | 40400        | Dax            |
| Morcenx-la-Nouvelle            | 5.005                    | 138,30     | 36               | 40197      | 40110        | Mont-de-Marsan |
| Onesse-Laharie                 | 1.057                    | 132,13     | 8                | 40210      | 40110        | Mont-de-Marsan |
| Ousse-Suzan                    | 285                      | 24,48      | 12               | 40215      | 40110        | Mont-de-Marsan |
| Pontonx-sur-l’Adour            | 2.975                    | 49,42      | 60               | 40230      | 40465        | Dax            |
| Rion-des-Landes                | 3.115                    | 134,06     | 23               | 40243      | 40370        | Dax            |
| Saint-Yaguen                   | 628                      | 37,59      | 17               | 40285      | 40400        | Dax            |
| Souprosse                      | 1.131                    | 42,56      | 27               | 40309      | 40250        | Dax            |
| Tartas                         | 3.174                    | 30,37      | 105              | 40313      | 40400        | Dax            |
| Villenave                      | 313                      | 27,37      | 11               | 40330      | 40110        | Dax            |
| Ygos-Saint-Saturnin            | 1.344                    | 57,88      | 23               | 40333      | 40110        | Mont-de-Marsan |
| Kanton Pays Morcenais Tarusate | 27.508                   | 1.117,64   | 25               | 4013       | –            | –              |

## Veränderungen im Gemeindebestand seit der landesweiten Neuordnung der Kantone
2019: Fusion Arjuzanx, Garrosse, Morcenx und Sindères → Morcenx-la-Nouvelle
2017: Fusion Boos und Rion-des-Landes → Rion-des-Landes